# مونته‌روتوندو ماریتیمو
مونته‌روتوندو ماریتیمو (به ایتالیایی: Monterotondo Marittimo) یک کومونه در ایتالیا است که در استان گروستو واقع شده است.

## خصوصیات
مونته‌روتوندو ماریتیمو ۱۰۲٫۵ کیلومترمربع مساحت و ۱٬۳۰۷ نفر جمعیت دارد و ۵۳۹ متر بالاتر از سطح دریا واقع شده است.